# Цека, Неритан
Неритан Цека (алб. Neritan Ceka; род. 11 февраля 1941, Тирана) — албанский археолог и профессор археологии. Он активно участвует в политике с 1991 года и был кандидатом в президенты в 2009.

## Биография
Сын археолога Хасана Цека, Неритан учился в средней школе Кемаль Стафа в Тиране, Албания. Он окончил Университет Тираны, факультет истории и филологии.
- 1985–1990 — заведующий кафедрой архитектуры в Институте археологии.
- 1990–1993 — директор Института археологии.
- 1991 — председатель парламентской группы Демократической партии.
- 1991 — заместитель председателя ДП.
- С 1992 — председатель Демократического альянса.
- 1997–1998 — Министр внутренних дел.
- 1998–2005 — председатель парламентского комитета по вопросам национальной безопасности.
- 2008 — вице-председатель парламента.

Он женат, имеет троих детей.
Владеет английским, французским, немецким, итальянским, русским языками.

## Ссылка
- Ambasada e Republikës së Shqipërisë në Itali